# Разенков, Иван Петрович
Ива́н Петро́вич Разе́нков (14 [26] ноября 1888, Кадыковка, Симбирский уезд (ныне Майнский район, Ульяновская область) — 14 ноября 1954, Москва) — советский физиолог, доктор медицинских наук, академик АМН СССР (1944). Председатель Всесоюзного общества физиологов (1929—1954), редактор и член редколлегии журналов «Архив биологических наук», «Журнал экспериментальной медицины». Лауреат Сталинской премии.

## Биография
Родился в чувашской семье. Окончил Казанский университет (1914). Служил в царской армии (1915—17), затем в РККА (1918—21).
Работал ассистентом кафедры физиологии Томского университета, был профессором ряда московских вузов. По совокупности опубликованных работ присуждена учёная степень доктора медицинских наук (1934). С 1934 директор Московского филиала Всесоюзного института экспериментальной медицины (ВИЭМ), заместитель директора по научной работе и руководитель отдела физиологии человека. В 1944—54 работал в Институте физиологии АМН СССР, в том числе директором (1944—49). Одновременно вице-президент АМН СССР (1948—50), заведующий кафедрой физиологии Московской медицинской академии им. И. М. Сеченова (1939—54).
Умер в 1954 году. Похоронен на Введенском кладбище (23 уч.).

## Работы
Основные труды посвящены физиологии вегетативной нервной системы, высшей нервной деятельности, физиологии и патологии пищеварения. Опубликовал более 100 научных работ, под его руководством защищены 40 докторских и 100 кандидатских диссертаций.

## Награды, премии, почётные звания
- Золотая медаль им. И. П. Павлова (1952)
- Заслуженный деятель науки РСФСР (1940)
- Лауреат Сталинской премии первой степени (1947) за работы в области пищеварения и питания, обобщённые в монографиях «Качество питания и функции организма» (1945) и «Пищеварение на высотах» (1946)
- Орден Ленина (дважды), медали